# عملیات نگهداری و تعمیرات
عملیات نگهداری و تعمیرات شامل رفع اشکالات و نواقص هر نوع وسیله مکانیکی یا الکتریکی مصدوم شده می‌باشد. عملیات نگهداری و تعمیرات همچنین شامل انجام اقدامات زمان‌بندی شده جهت نگهداری دستگاه در وضعیت کار منظم یا نگهداری پیشگیرانه جهت جلوگیری از ایجاد مشکلات می‌باشد.

## تعمیرات ساختمان
عملیات نگهداری و تعمیرات ساختمان در ایران ناشناخته باقی مانده‌است و بعد از فاز اجرا و تحویل به بهره‌بردار نهایی به ساختمانها تا زمان تخریب رسیدگی چندانی نمی‌شود. در صورتی که این امر می‌تواند به بهبود عملکرد و افزایش طول عمر مفید ساختمان و افزایش سطح رضایت کاربران بینجامد با این حال در کشورهای توسعه یافته مشاهده می‌شود که با استفاده از فناوری‌های نوین همچون مدل سازی اطلاعات ساختمان، اسکن لیزری و… سعی در نگهداری و حفظ هر چه بیشتر ساختمان‌ها و افزایش طول عمر مفید آنها می‌شود. هرچیز عمر مفید خود را دارد ساختمان در حالت کلی ۲۰ سال عمر مفید دارد که باید بعد از ان بازسازی ساختمان صورت گیرد.بازسازی ساختمان را می توان به روش های مختلف و برای انواع گوناگون ساختمان ها اعم از مسکونی ، اداری ، تجاری و غیره انجام داد. نگهداری و تعمیرات ساختمان بسیار حائز اهمیت است و عدم توجه به آن می‌تواند هزینه های جبران ناپذیری را به دنبال داشته باشد.
افزون بر ساختمان‌های امروزین، بناهای تاریخی، همچون شاهدانی زنده از گذشته، بخشی از هویت ملی هر کشور را به نمایش می‌گذارند. این سازه‌ها نمایانگر ارزش‌ها، هنرها و دستاوردهای تاریخی ملت‌ها هستند و بدون حفظ و نگهداری آن‌ها، پیوند معنوی با گذشته قطع خواهد شد. مرمت بناهای تاریخی علاوه بر دقت فنی، نیازمند خلاقیت و نوآوری نیز هست. هر بنا ممکن است با مشکلات و چالش‌های متفاوتی مواجه شود که نیازمند راه‌حل‌های خلاقانه است.